# 郭元强
郭元强（1965年7月—），男，汉族，河南省信阳市光山县人，中华人民共和国政治人物。研究生学历，工学博士，副研究员。历任珠海市委书记、江苏省副省长、江苏省委常委，现任中共湖北省委常委、武汉市委书记，中共第二十届中央候补委员。

## 生平
1986年加入中国共产党。1988年毕业于华中师范大学化学专业，同年7月参加工作，分配到广西大学农学院基础科学部任助教；1990年考入中国科学院广州化学研究所高分子化学与物理专业攻读硕士研究生学位，1993年毕业后分配到广东省石油化工进出口公司从事石油化工产品进出口贸易，工程师；1996年11月，进入中国科学院广州化学所纤维素化学重点实验室，从事复合高分子相变能量贮存与温度控制材料研究，课题组负责人，室党支部宣传委员，副研究员，硕士研究生导师。

### 广东省
2001年11月，挂职任深圳市科学技术局(知识产权局)局长助理。2003年8月，任广东省质量技术监督局副局长、党组成员，广东省人民政府发展研究中心特邀研究员。2008年7月，转任中共茂名市委常委、市人民政府常务副市长；2011年8月，任中共高州市委书记、市人大常委会主任。2012年3月，任广东省外经贸厅党组书记、厅长。2013年12月，改任新组建的广东省商务厅党组书记，次年3月兼任厅长。2016年3月24日，任中共珠海市委书记。2017年1月，当选珠海市人大常委会主任。

### 江苏省
2018年1月，任江苏省人民政府副省长、党组成员。2019年10月，任中共江苏省委常委，后任中共江苏省委秘书长、省级机关工委书记。2019年11月，辞去江苏省副省长职务。2021年2月，任省委组织部部长。

### 湖北省
2021年9月29日，郭元强调任湖北，任中共湖北省委常委、武汉市委书记，值得一提的是，武汉是他就读大学（华中师范大学）本科四年的城市。